# 安村検校
安村 検校（やすむら けんぎょう、生年不詳 - 1779年7月6日（安永8年5月23日））は、江戸時代中期に活躍した筝曲作曲家である。諱は頼一。

## 経歴・人物
京都の生まれ。若くして失明したが、八橋検校を尊敬し、田中検校及び倉橋検校もしくは三橋検校の門人となり、三味線や箏を学んだ。  
八橋の概念を持って筝曲を作曲し、1768年（明和5年）6月から約3年間京都の蔵屋敷で惣検校となり、庶民の間で一躍有名となった。また多くの門人を輩出し筝曲を全国に広め、後に山田検校が創始した山田流が派生するきっかけとなった検校でもあった。

## 主な作品

### 代表的な筝曲
- 『飛燕曲』- 1755年（宝暦5年）に刊行された『撫箏雅譜集』に収録されている。

### その他の筝曲
- 『七段』- 作曲したかは不明である。

## 主な弟子
- 藤池検校
- 浦崎検校
- 久村検校 - 名古屋流が生まれるきっかけとなった検校
- 石塚検校 - 大坂流（新生田流）が生まれるきっかけとなった検校
- 長谷富検校 - 山田流が生まれるきっかけとなった検校